# ناخواهری از سیاره عجیب و غریب
ناخواهری از سیاره عجیب و غریب (به انگلیسی: Stepsister از Planet Weird) یک تله فیلم آمریکایی از فهرست فیلم‌های اختصاصی شبکه دیزنی که در ژوئن ۲۰۰۰ منتشر شد. به کارگردانی استیو بویام، با بازی کورتنی دراپر، تامارا هوپ، لنس گست است.

## بازیگران
- کورتنی دراپر - مگان لارسون
- تامارا هوپ - آریل کولا
- لنس گست - کاسمو کولا
- کریستین هاج - کتی لارسون
- ونسا لی چستر - میشل «مایکی»
- سسیلیا اسپشت - سرنا سو
- مایلس جفری - ترور لارسون
- لورن مالتبی - هدر هارتمن
- تیریل مورا - فوپ
- هنری فیگینز - فنول
- تیریل مورا
- تام رایت - کاتر کولبرن